# Transnet Freight Rail
Transnet Freight Rail  — южноафриканская железнодорожная транспортная компания, ранее известная как Spoornet.
Она была частью Администрации железных дорог  и гаваней Южной Африки, контролируемой государством организации, в которой заняты сотни тысяч людей на протяжении десятилетий первой половины 20-го века, ранее была известна под инициалами САР&H.
Головной офис находится в здании Inyanda House в пригороде Йоханнесбурга Parktown.